# Нерёй-фьорд
Не́рёй-фьорд (норв. Nærøyfjord) — ответвление Согне-фьорда в муниципалитете Эурланн, фюльке Согн-ог-Фьюране. Считается самым узким фьордом Норвегии. В июле 2005 года был внесён в список Всемирного наследия ЮНЕСКО.
Длина Нерёй-фьорда составляет около 17 километров, в то время как самое узкое место не превышает 300 метров. Фьорд окружён отвесными скалами, высота которых достигает 1700 метров. По его берегам располагаются небольшие поселения и фермерские хозяйства.
На берегу фьорда расположена деревня Гудванген.